# 疯狂农庄
《疯狂农庄》（英語：Barnyard）是2006年由影片電腦動畫公司製作的一部動畫電影。由史蒂夫·欧德科克（英語：Steve Oedekerk）執導和編劇，尼克電影公司製作，派拉蒙影業發行。主要配音員包括凯文·詹姆斯，柯特妮·考克斯，山姆·埃利奧特，丹尼·葛洛佛，旺达·塞克丝，安迪·麥杜維和大衛·柯屈納。

## 中文配音
蕭煌奇 奥蒂斯牛
康殿宏 还好牛
林谷珍 杜克狗
林美秀 黛西牛
王華怡 贝西牛

## 故事
奥蒂斯（Otis）是一头天性乐观的霍尔斯坦公阉牛，生活在亚利桑那州名为奥德维尔（Oedeville）的小镇农场。在这个特殊的地方，每当人类离开，动物们便会展现出他们拟人化的真实面貌。比起承担职责，奥蒂斯更偏爱与他的伙伴们——老鼠皮普（Pip）、猪阿猪（Pig）、公鸡阿啄（Peck）以及雪貂弗雷迪（Freddy）一同嬉戏，这令他的养父、同时也是农场领袖的本（Ben）深感忧虑。
某个夜晚，奥蒂斯说服本代替自己值夜，偷偷溜去谷仓参加狂欢派对，试图给新来的怀孕母牛黛西（Daisy）和她的闺蜜贝茜（Bessy）留下好印象。临行前，本向奥蒂斯透露，当年发现奥蒂斯这头小牛犊的夜晚，自己曾目睹星辰为之闪烁。正当农场动物们沉浸在派对欢愉中时，一群郊狼突袭了农场的母鸡。本独自击退了入侵者，却因伤势过重而不幸离世。
本去世后，动物们推选奥蒂斯继任农场首领。然而新角色带来的责任让奥蒂斯手足无措。他还需应对突发状况：农场主意外撞见动物派对时，本的童年挚友、年迈的骡子迈尔斯（Miles）情急之下击晕了农场主。奥蒂斯指派弗雷迪和阿啄看守鸡舍，自己则带领爱惹事的"泽西牛帮"（Jersey Cows）报复一个以推倒牛取乐的恶霸。险些被当局发现后，奥蒂斯回到岗位守夜，与黛西进行了一次推心置腹的交谈，听她讲述了亡夫及其同伴在暴风雨中罹难的往事。
不久，奥蒂斯遭遇郊狼群。狼群利用他领导经验的不足和对本之死的愧疚，轻易制服了他。首领达格（Dag）提出残酷条件：他们将定期掳走农场动物，若奥蒂斯阻挠，便公开屠杀所有牲畜。羞愧难当的奥蒂斯一度决定放弃农场，但发现郊狼趁他不在时掳走了母鸡埃塔（Etta）和她幼女麦蒂（Maddy）后，他改变了主意。在迈尔斯的激励下，奥蒂斯独闯郊狼盘踞的廢車場巢穴。
起初奥蒂斯陷入劣势，但随着朋友们及时增援，他们合力击败了狼群。奥蒂斯用木棍击退达格，严正警告其永远不得再威胁他们的家园。动物们骑着摩托车凯旋而归，恰逢黛西顺利产下一头小牛，大家以本的名字为其命名。奥蒂斯立誓要像父亲那样守护农场。故事尾声，他仰望星空，看见星辰勾勒出自己、黛西和小牛本共舞的奇妙景象。

## 評價
電影的評價以正面居多。爛番茄基於97條評論，新鮮度22%，平均評分4.40／10。Metacritic得分42。

## 外部連結
- 互联网电影数据库（IMDb）上《疯狂农庄》的资料（英文）
- AllMovie上《疯狂农庄》的资料（英文）
- 大卡通資料庫上《疯狂农庄》的資料（英文）

- 爛番茄上《疯狂农庄》的資料（英文）
- Metacritic上《疯狂农庄》的資料（英文）
- Box Office Mojo上《疯狂农庄》的資料（英文）